# 하비브 베예
하비브 프레데리크 베예(프랑스어: Habib Frédéric Beye, 1977년 10월 19일 ~ )는 세네갈의 전 프로 축구 선수로, 라이트백으로 활약했다. 그는 샹피오나 나시오날 클럽 레드 스타의 감독이였다.
파리 생제르맹에서 뛰었던 그는 리그 1의 스트라스부르와 마르세유에서 뛰었다. 2007년부터 그는 프리미어리그의 뉴캐슬 유나이티드와 애스턴 빌라, 챔피언십의 동커스터 로버스에서 5년을 잉글랜드에서 보냈다.
프랑스에서 태어나고 자란 베예는 2001년과 2008년 사이에 45번 출전하여 세네갈 국가대표팀을 대표했다. 그는 2002년 아프리카 네이션스컵 (준결승전), 2004년, 2006년 (준결승전) 그리고 2008년에 그들의 팀의 일원이었고 2002년 FIFA 월드컵에서 8강에 진출했다.

## 구단 경력

### 파리 생제르맹
베예는 1997년 파리 생제르맹에 입단했지만 리저브 팀에서 뛰면서 국가대표 5부 리그에서 활약했다. 시즌이 끝난 뒤 1998년 RC 스트라스부르로 비공개 이적했다.

### 스트라스부르
1998년 여름에 스트라스부르로 이적한 후, 베예는 1998년 8월 8일, 리옹과의 홈경기에서 리그 데뷔 전을 치렀고, 클럽에서의 첫 시즌에 총 23번 출전했다. 그는 그 다음 시즌에 리그 5경기에 결장했고, 1999년 10월 2일, 보르도와의 홈경기에서 처음으로 골을 넣었다. 그는 2001년 쿠프 드 프랑스를 우승한 스트라스부르 팀의 일원이었고, 결국 3부 리그인 아미앵 SC를 승부차기에서 물리쳤고, 그는 다음 시즌에 팀이 UEFA컵 자격을 얻는데 도움을 주었다. 그는 스트라스부르에서 134번 출전하여 8골을 넣었다.

### 마르세유
2003년 8월 6일, 베예는 알랭 페랭 감독 아래 마르세유에서 120만 유로의 신고가에 3년 계약을 맺었다. 그는 파리에서 자랐음에도 불구하고 항상 구단을 지지해 왔다고 말했다.
그는 2004년 UEFA컵 결승전에 진출한 팀으로, 뉴캐슬 유나이티드와의 경기에서 중앙 수비수로 활약했다. 그는 결국 마르세유가 발렌시아와의 결승전에서 2대 0으로 패하면서 패색이 짙었다. 그는 2004-05 시즌 리그 1에서 팀이 5위를 차지하면서 단 한 경기만 결장했고, 이후 2008년까지 계약을 연장했다.
그는 또한 전 클럽인 파리 생제르맹과의 2006년 쿠프 드 프랑스 결승전에서 결승전에서 패배를 당했는데, 그 경기에서 그의 팀은 2-1로 졌고, 2007년에 그의 마르세유 팀은 FC 소쇼에게 승부차기로 졌다. 그는 2006년에 팬들에게 올해의 선수로 투표되었다. 그는 뉴캐슬 유나이티드로 이적하기 전에 2년 동안 그 클럽의 주장이었다.

### 뉴캐슬 유나이티드
베예는 2007년 8월 31일, 여름 이적시장이 끝나갈 무렵, 200만 파운드의 이적료에 뉴캐슬 유나이티드로 이적했다. 그는 3년 계약을 맺었고, 당시 뉴캐슬의 샘 앨러다이스 감독은 이적에 매우 만족한다고 선언했다. 앨러다이스 감독은 이후 구단 웹사이트에서 한 인터뷰에서 베예를 "바가지" 가격에 영입한 것으로 생각하며, 그와 함께 계약한 국제적인 동료 압둘라예 파예와 함께 뉴캐슬에 훌륭한 계약이 될 것이라고 말했다.
그는 2007년 9월 17일, 더비 카운티에서 열린 1-0 패배에서 교체로 들어가 뉴캐슬 데뷔 전을 치렀다. 그는 웨스트햄 유나이티드의 안방에서 데뷔 전을 치렀다. 그는 12월 8일 버밍엄 시티와의 경기에서 2-1로 이긴 뉴캐슬의 유일한 프리미어리그 골을 후반 인저리 타임에 헤딩골로 득점했다. 뉴캐슬 팬들은 《해피 데이스》 주제에 맞춰 그의 이름을 연호했다. 2008년 5월 22일, 베이는 《이브닝 크로니클》이 주관한 여론조사에서 팬 투표를 통해 뉴캐슬 올해의 선수로 선정되었고, 8월 22일 뉴캐슬 유나이티드 장애인 서포터즈 협회 올해의 선수로 선정되었을 뿐만 아니라 2008년 5월 23일, 뉴캐슬 올해의 공식 선수로 선정되었다.
2008-09 시즌의 시작을 부상으로 빠트린 베예는 2008년 10월 20일 맨체스터 시티와의 경기에 선발로 출전했다. 그는 뉴캐슬 커리어의 첫 번째 레드 카드인 호비뉴와의 경기에서 12분만에 퇴장 당했다. 뉴캐슬은 레드 카드에 항소했고 10월 23일에 부당 해고 주장이 기각되었다. 뉴캐슬이 2008-09 시즌을 끝으로 프리미어리그에서 강등된 후, 구단 공식 웹사이트의 기사에는 베예가 구단에 남아 프리미어리그로 복귀하는 것을 돕고자 하는 의도가 적혀 있었다. 하지만, 뉴캐슬의 막후에서 계속되는 문제들로 인해 베예는 커리어를 지키기 위해 구단을 떠나야 할 것이라고 말했다.

### 애스턴 빌라
헐 시티의 폴 더펀 회장은 2009년 8월 6일에 타이거스가 베예와 계약하기로 뉴캐슬 유나이티드와 합의했다고 밝혔음에도 불구하고, 베예가 애스턴 빌라와 계약했다고 다음날 발표되었다. 베예는 2009-10 시즌 개막일에 위건 애슬레틱에 2대 0으로 패배하면서 빌라 데뷔 전에 늦게 교체되었다. 그는 웨스트햄 유나이티드와의 원정 경기에서 빌라에서 세 번째 경기를 거의 끝 무렵 퇴장당했다. 베예는 카를로스 케야르와 루크 영 같은 선수들이 선발 순서에서 앞서 빌라 1군에 진입하는 것이 어렵다는 것을 알았고, 종종 벤치 출전에 제한을 받았다. 2012년 2월, 베예의 계약은 상호 동의에 의해 취소되었다고 발표되었다.

## 국가대표팀 경력
베예는 2001년부터 2008년까지 세네갈 국가대표팀으로 활약하며 45번의 경기에 출전해 1골을 기록했다. 그의 데뷔 전은 2001년 5월 6일 이집트와의 2002년 FIFA 월드컵 예선 전에서 1-0으로 패한 경기였다. 그는 2002년 아프리카 네이션스컵에서 준우승을 차지한 국가대표팀의 일원이었고, 이후 대한민국과 일본에서 열린 2002년 FIFA 월드컵에서 덴마크, 우루과이, 스웨덴을 상대로 교체 출전했다.
튀니지에서 열린 2004년 아프리카 네이션스컵에서 베예는 이웃 국가인 말리와 1-1로 비기며 자신의 유일한 국제 골을 득점했다. 2006년 이집트에서 열린 다음 대회에서 그의 팀이 준결승에 진출한 가운데, 그는 가나의 라리아 킹스턴과 조별 리그 무승부로 공 밖에서 충돌하여 퇴장 당했다. 두 선수 모두 아프리카 축구 연맹으로부터 벌금 1,000 달러와 4경기 출전 금지 징계를 받았고, 토너먼트의 나머지 기간 동안 각각 제외되었다.
베예는 2008년 아프리카 네이션스컵에서 1라운드 탈락한 후 클럽 커리어에 집중하기 위해 국제 축구계에서 은퇴했다.

## 감독 경력
은퇴 후 베예는 프랑스의 카날+ 전문가가 되었다. 2021년 5월, 그는 파리에 위치한 3부 리그 샹피오나 나시오날의 레드 스타에서 뱅상 보르도의 조수로 임명되었다. 그는 시즌 6경기 후 보르도가 해임된 후 9월에 중간 책임을 맡았다. 9월 17일 데뷔 전에서 팀은 빌프랑슈와의 홈 경기에서 1-0으로 졌다. 그는 쿠프 드 프랑스의 마지막 64강전에서 모나코와의 스타드 바우어에서 2-0으로 졌다. 11위로 팀을 강등에서 구한 후, 그의 계약은 2022년 5월 2024년까지 연장되었다. 2022-23 샹피오나 나시오날에서 레드 스타는 콩카르노와 됭케르크의 승격 쌍에서 2점 차이로 3위를 차지했다.